# 퓨어 소울: 네가 나를 잊어도
《퓨어 소울: 네가 나를 잊어도 (Pure Soul~君が僕を忘れても)》는 2001년 4월 9일 ~ 2001년 6월 25일까지 NTV에서 시간은 매주 월요일 밤 10시 ~ 10시 54분까지 전 12화가 방송 된 요미우리 TV 제작의 텔레비전 드라마이다.

## 개요
나가사쿠 히로미, 오가타 나오토 주연으로 젊은 나이에 알츠하이머병에 걸려 기억 장애가 생긴 아내와 그녀를 헌신적으로 지원하는 남편과 부부 사랑을 테마로 한 순애물로 한 순간에 행복을 잃은 가족의 모습과 알츠하이머라는 질병에 대해 생각하게 되는 드라마이다.
이 드라마의 방송과 동시기의 2001년 3월 27일부터 7월 9일까지 프로그램을 주체로 알츠하이머병의 치료·연구를 하는 일본의 노인 정신 의학회에 기부를 목적으로 한 경매 사이트를 확장하고 드라마에 등장한 의상과 배우의 사인 상품 등을 출품했다. 이 활동에 대해 같은 해 5월 22일 일본 노인 정신 의학회에서 제작진에 감사장을 전달했다.
2004년에는 이 작품을 원작으로 한 한국 영화 《내 머리 속의 지우개 》가 개봉되었다. 제목은 본 작품의 여주인공 카오루의 대사 “내 머릿속에는 지우개가 있어”에 유래했다. 또한 이재한 감독과 주연 배우 정우성과 손예진이 일본 개봉을 맞이해, 기자 회견으로 일본을 방문했을 때 나가사쿠 히로미도 꽃다발 증정으로 동석하였다.

## 줄거리
의류 회사에 근무하는 카오루(나가사쿠 히로미 분)는 아버지가 경영하는 공무점 목수·코스케(오가타 나오토 분)와 오랜 연애 끝에 결혼한다. 행복한 신혼 생활을 시작했지먀, 병원에서 진찰을 받은 카오루는 알츠하이머병이라는 진단을 받는다. 육체적인 죽음보다 정신적인 죽음이 먼저 찾아오는 이 질병으로 카오루는 의사로부터 "정신적 수명은 5년"이라고 듣는다. 그 후, 카오루는 서서히 기억 장해가 진행되고 남편 코스케와 보낸 시간, 그리고 그의 얼굴까지도 기억을 잃게 된다. 또한 알츠하이머병은 가족성 알츠하이머 병이라고도 불릴 정도로 가족 간에 유전 될 가능성이 높지만 (한쪽 부모가 이 질병의 경우, 아이들은 2분의 1의 확률로 발병한다), 카오루의 임신을 하게 된 것을 알게 된다. 이 사실에 코스케는 고민과 갈등하지만 카오루는 아이를 출산할 결심을 하는데...

## 등장 인물
- 세타(타카하라) 카오루 : 나가사쿠 히로미

의류 회사 "밀레니아"의 OL.
- 타카하라 코스케 : 오가타 나오토

카오루의 남편으로 "세타 공무소" 목수 (이후 건축사)
- 타카하라 히마와리 : 츠치하시 메구미

카오루와 코스케의 딸
- 시마다 카즈야 : 테라와키 야스후미

의류 회사 "밀레니아"의 부장. 카오루의 상사의 전 불륜 상대.
- 세타 타다시 : 모리모토 레오

카오루의 아버지, 세타 공무소 경영
- 세타 스즈코 : 이치게 요시에

카오루의 어머니
- 세타 엔 : 나가사와 마사미

카오루의 동생
- 타카하라 가쿠 : 오구리 슌

코스케의 동생 (이복 동생), 미대생
- 타카하라 케이코 : 오오타니 나오코

코스케 가쿠의 어머니
- 키리노 마치코 : 무로이 시게루

 카오루의 주치의 레이메이 대학 부속 병원 신경 외과 의사
- 츠치야 : 노기 료스케

레이메이 대학 부속 병원 의사
- 미즈노 고로 : 다구치 히로마사

"세타 공무소" 목수
- 스기우라 리카 : 타구치 리에

"세타 공무소 사무원"
- 야노 료코 : 미츠우라 야스코

  카오루의 동료 친구
- 니시다 치아키 : 이시도 나츠오

카오루의 동료 친구
- 사쿠마 타케시 : 히노 요진

"밀레니아"의 과장. 카오루의 직속 상사.

## 제작진
- 각본 : 에가시라 미치루 , 마츠다 유코
- 연출 : 카라키 노리히로, 오카모토 코이치, 모리타 구카이
- 음악 : FERNANDO MOURA, MARCOS SUZANO
- 음악 감독 : 콘도 유키오, 코니시 카요
- 프로듀서 : 호리구치 요시노리, 기무라 모토코, 시모다 카즈히사
- 제작 협력 : 더 웍스
- 제작·저작권 : 요미우리 TV

## 주제가
- 주제곡 : 〈The Only One〉 키요타카
- 엔딩곡 : 〈마토리카(マトリカ)〉 이시다 잇세이

## 방영날짜 및 부제·시청률
| 각 화                                     | 방송일    | 부제(원어)             | 부제(풀이)                         | 시청률 |
| ----------------------------------------- | --------- | ---------------------- | ---------------------------------- | ------ |
| letter 1                                  | 2001/4/9  | 消えていく思い出       | 사라져가는 추억                    | 12.6%  |
| letter 2                                  | 2001/4/16 | 永遠の未来が欲しい     | 영원의 미래가 원하는               | 11.4%  |
| letter 3                                  | 2001/4/23 | 結婚そして、絶望の宣告 | 결혼 그리고 절망의 신고            | 10.2%  |
| letter 4                                  | 2001/4/30 | 二人の秘密とやさしい嘘 | 두 사람의 비밀과 쉬운 거짓말       | 11.1%  |
| letter 5                                  | 2001/5/7  | 好きなのに忘れてしまう | 좋아하는 것을 잃어버려             | 9.9%   |
| letter 6                                  | 2001/5/14 | 手術と優しい嘘         | 수술과 상냥한 거짓말               | 10.2%  |
| letter 7                                  | 2001/5/21 | 忘れられない昔の恋人   | 잊을 수 없는 옛 연인               | 9.1%   |
| letter 8                                  | 2001/5/28 | 退職願いと別れる二人   | 퇴직원과 헤어지는 두 사람          | 9.9%   |
| letter 9                                  | 2001/6/4  | すれ違う二人に妊娠発覚 | 엇갈리는 두 사람 알게 된 임신 소식 | 10.4%  |
| letter 10                                 | 2001/6/11 | 命の選択!!妻か出産か?  | 생명의 선택!! 아내와 출산입니까?   | 11.6%  |
| letter 11                                 | 2001/6/18 | 幸せな日と残された時間 | 행복한 날과 남은 시간              | 9.7%   |
| letter 12                                 | 2001/6/25 | 愛の奇跡が起る?        | 사랑의 기적이 일어나는?            | 10.9%  |
| 평균 시청률: 10.6%                        |           |                        |                                    |        |
| (시청률은 간토 지방·비디오 리서치사 조사) |           |                        |                                    |        |

## 같이 보기
- 내 머리 속의 지우개(2004년 대한민국 영화)